# Sonata per a piano núm. 5 (Weinberg)
La Sonata per a piano núm. 5 en si menor, op. 58, va ser composta de l'11 d'octubre al 21 de novembre de 1956 per Mieczysław Weinberg. Està dedicada al compositor i amic Borís Txaikovski i la va estrenar Leonid Brumberg el 9 de novembre de 1958, eminent pianista i professor de piano al Gnesin Institute, que va emigrar a Israel als anys setanta.

## Moviments
Amb una durada de 25 minuts, consta de quatre moviments:
- I.Allegro
- II.Andante
- III.Allegretto

## Origen i context
A finals de la dècada de 1950, Weinberg va revitalitzar la seva producció musical en tots els gèneres en què havia excel·lit durant el període marcat per les seves darreres sonates per a piano. La Sonata núm. 5 destaca per la seva severitat i contenció emocional, mentre que la núm. 6, op. 73, reflecteix un canvi en la seva expressió artística. Sorprenentment, en els trenta-sis anys següents, Weinberg no va tornar a escriure cap obra significativa per al piano, l'instrument que ell mateix dominava amb gran mestria.

## Anàlisi musical
La Sonata de Weinberg destaca per iniciar-se amb una inusual passacaglia de 603 compassos, influïda per obres com la Sonata de Balàkirev, el preludi i la fuga en re menor de Preludis i fugues op. 87 de Xostakóvitx i el moviment final de la Partita, op. 54 de Weinberg. Weinberg ja havia explorat elements de passacaglia en el moviment central de la seva Sonatina per a piano, op. 49. El moviment culmina amb una disminució progressiva del tema, concloent amb una energia vibrant.
L'Andante combina una marxa lenta amb un coral que evoca la Segona Sonata de Xostakóvitx, alternant meditació severa amb vivacitat extrema. Aquest to es manté a l'Allegretto final, una sonata-rondo influïda per les figuracions d'octava del Preludi en sol major de l'op. 87 de Xostakóvitx.